# Georg Franz Heinrich Stockmann

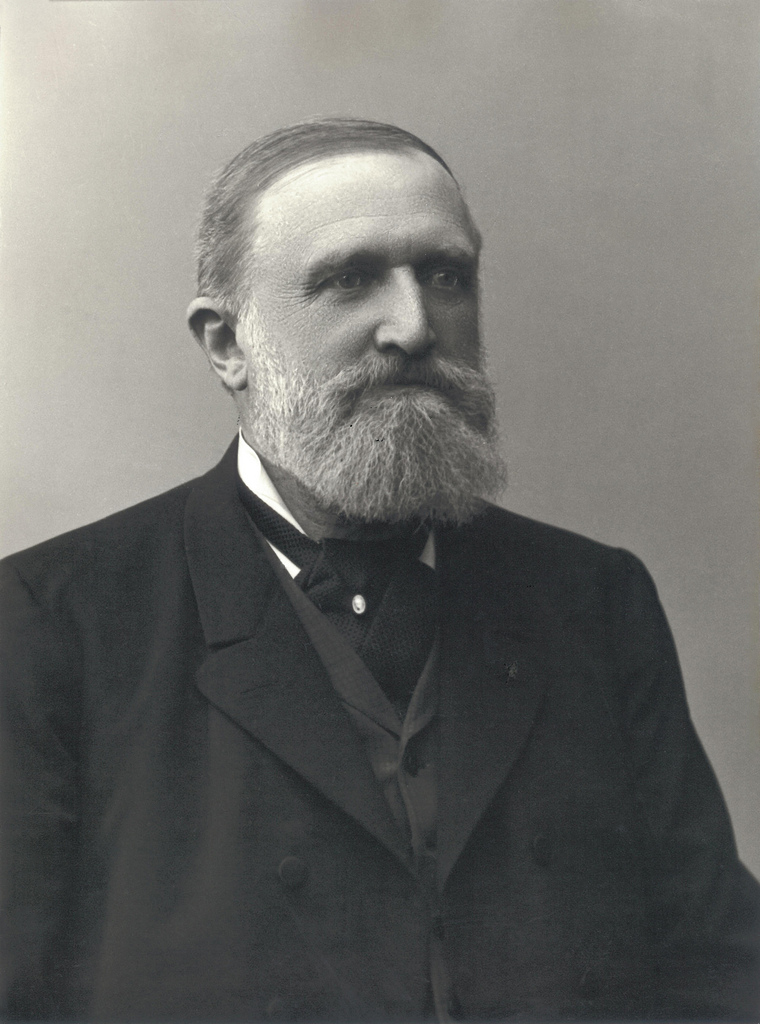
Stockmann (1894)

Georg Franz Heinrich Stockmann (* 14. Januar 1825 in Ritzerau; † 6. Januar 1906 in Kreuznach) war ein in Deutschland geborener und in Helsinki arbeitender Geschäftsmann. Er ist der Gründer des Warenhauskonzerns Stockmann, der heute als Lindex Group firmiert.
Stockmann wurde 1825 in Ritzerau in der Nähe von Lübeck geboren, wo sein Vater Joachim Franz Hermann Stockmann als Förster arbeitete. Stockmann begann seine berufliche Laufbahn als Kaufmann. Am Anfang seiner Karriere plante er zuerst, nach Amerika auszuwandern, aber erhielt ein Angebot aus Finnland. Stockmann kam 1852 als Buchhalter und Schatzmeister der Nuutajärvi-Glasfabrik in Finnland an.
Als er seine Glasfabrik in Südfinnland errichtete, wurde Stockmann Einzelhändler. Sein Geschäft trug schon von Anfang an seinen Namen, am 1. Februar 1862 ließ er sich den Namen rechtlich schützen und gründete ein Unternehmen. Bald erweiterte er die Produktpalette von Glaswaren und Baumwollprodukten zu Behältern, Werkzeugen und Konsumgütern aller Art. Der Verkauf wurde im Ausland gestartet und der Betrieb vom Einzelhandel bis zum Großhandel ausgebaut. Trotz der wirtschaftlich schwierigen Zeiten war Stockmann bereits Anfang der 1870er Jahre das größte Handelsunternehmen in Helsinki.
Stockmann nahm die finnische Staatsbürgerschaft im Jahr 1860 an und erhielt ein Jahr später die Bürgerrechte. Im selben Jahr verlegte er den Hauptsitz des Unternehmens aus Platzgründen an den Senatsplatz. Das Kaufhaus verfügte über große Schaufenster und Einkaufsmöglichkeiten für separate Kassen. In den 1890er Jahren wurde das Hauptgeschäft erneut erweitert. 1902 gründete Stockmann sein Unternehmen als Aktiengesellschaft, deren Vorstandsvorsitzender Karl Stockmann war, sein ältester Sohn.
Stockmann war von 1890 bis zu seinem Tod Mitglied der Kreuznacher Freimaurerloge Die vereinigten Freunde an der Nahe.